# Notre charge apostolique

Stemma di Papa San Pio X.

La Notre charge apostolique (in italiano: Il nostro mandato apostolico) è una lettera apostolica della gazzetta ufficiale del Vaticano Acta Apostolicae Sedis, promulgata da Papa Pio X il 25 agosto 1910.

## Contenuto
Con la lettera, il Papa condanna il movimento francese Le Sillon, fondato da Marc Sangnier, che propone «teorie socialiste» ed un «cristianesimo laicizzato, quale sognano i modernisti.»
Nella lettera apostolica San Pio X afferma il valore dei tradizionalisti dicendo che «I veri amici del popolo non sono né rivoluzionari, né novatori, ma tradizionalisti.»
Inoltre, Papa San Pio X condanna anche la concezione democratica del culto cattolico (auspicata, ancora una volta, dai modernisti), mettendo in guardia dal fondare una società democratica priva di valori veramente cristiani.